# أبوية طبية
أبوية طبية هي مجموعة من المواقف والممارسات في الطب حيث يقرر الطبيب أنه لا ينبغي احترام رغبات المريض أو اختياراته. كانت هذه الممارسات سائدة خلال أوائل القرن العشرين وحتى منتصفه، وتميزت بالموقف الأبوي واتخاذ القرار البديل وعدم احترام استقلالية المريض. يتم إجراؤها بشكل حصري تقريبًا بهدف إفادة المريض، على الرغم من أن هذا ليس هو الحال دائمًا. في الماضي، كانت الأبوية تعتبر ضرورة طبية مطلقة، حيث لم يكن هناك فهم عام للإجراءات والممارسات الطبية. ومع ذلك، في السنوات الأخيرة، أصبحت الأبوية محدودة وأصبح الإيمان الأعمى بقرارات الأطباء أمرًا مستهجنًا.
بحلول نهاية القرن العشرين وحتى القرن الحادي والعشرين، أصبح الطب الأبوي يُنظر إليه بشكل متزايد على أنه غير مناسب في الغرب بتوجيه من الهيئات المهنية مثل المجلس الطبي العام الذي يشير إلى أنه غير قابل للدعم من الناحية الأخلاقية.

## تاريخ

### وجهة نظر تاريخية
تقليديا، كانت أدوار المرضى مماثلة لأدوار الرضيع السلبي العاجز، في حين كان الأطباء يحتلون موقع الأبوة المهيمن. في أوروبا في العصور الوسطى، كان الأطباء يشغلون مناصب محترمة للغاية، وتكاد تكون سحرية، بينما كان يُنظر إلى المرضى على أنهم عاجزون. في القرنين الثامن عشر والتاسع عشر، كان يُعتقد أن الطبيب وحده هو القادر على فهم الأعراض بشكل صحيح واستخلاص استنتاجات مفيدة. خلال هذه الفترة، كان الإجماع السائد هو أن المرض ليس أكثر من أعراض. وهذا يعني أن التاريخ الفردي للمريض لا يهم في تقديم الرعاية، وبالتالي فإن المريض نفسه لم يكن له أي أهمية في اللقاء الطبي. ولذلك كان من الضروري أن يتخذ الأطباء القرارات نيابة عن المرضى؛ غالبًا ما كانت المعلومات المقدمة للمرضى تقتصر على ما اعتبره الطبيب لا يسبب ضررًا.

### أمثلة تاريخية
يجب أن تكون طاعة المريض لوصفات طبيبه سريعة وضمنية. ولا ينبغي له أبدًا أن يسمح لآرائه الفظة بشأن مدى ملاءمتها بالتأثير على انتباهه إليها. قد يؤدي الفشل في أمر بعينه إلى جعل المعاملة الحكيمة خطيرة، بل وحتى قاتلة.
لم يتم تشجيع هذه النظرة الأبوية إلا من خلال ظهور المستشفيات في أواخر القرن الثامن عشر. ولأن المرضى في المستشفيات كانوا في كثير من الأحيان مرضى ومعاقين، فقد أصبحت النظرة إليهم كمتلقين سلبيين للرعاية الطبية أكثر انتشارًا.
شجع دليل الطبيب الصادرعام 1888 الأطباء على حجب المعلومات؛ لمنع المرضى من تحقيق الاكتفاء الذاتي طبيًا. تم تشجيع الأطباء على التعتيم على طرق الاختبار، وأسماء الأدوية، والعلاجات، بالإضافة إلى حجب احتمالات إساءة استخدام الأدوية المستخدمة في ذلك الوقت والإدمان عليها.
في الخمسينيات من القرن الماضي، غطت مقالة في مجلة الجمعية الطبية الأمريكية ما إذا كان يجب إبلاغ مريض السرطان (و/أو عائلته) بالحالة أم لا، في محاولة للحد من الضيق المحتمل. بدلاً من ذلك، قد يتم إخبار المريض أو العائلة بوجود عدوى أو انسداد في الأمعاء
يتطلب إجراء عملية جراحية. إذا تم إخبار المريض وشعر بضيق شديد - "إذا عاد إلى حالة طفولية كاذبة" - "يجب التعامل معه في كثير من النواحي كأطفال"، مما قد يتطلب إجراء عملية جراحية لفص الفص الجبهي. في أواخر عام 1961، لم تقم الغالبية العظمى من الأطباء الأمريكيين (90٪) بإبلاغ مرضاهم عن تشخيص السرطان.

## الحركة بعيدا عن الأبوية
يمكن إرجاع الحركة بعيدًا عن الأبوية إلى العلاقة بين علماء النفس الأوائل ومرضاهم. على وجه الخصوص، حث جوزيف بروير وسيغموند فرويد على إيلاء أهمية للتواصل مع المريض وفهمه. وهذا يتناقض بشكل حاد مع وجهة نظر المرضى باعتبارهم سلبيين، ويضعهم في مركز اللقاء الطبي. تعاملت هذه الممارسات أيضًا مع المرضى على أنهم فريدون، بدلاً من أن يكونوا مجرد مجموعة من الأعراض التي يجب إصلاحها من قبل طبيب أبوي.
في عام 1956، قدم سزاز وهوليندر ثلاثة نماذج من الأبوية إلى المجتمع الطبي، مما أضفى الشرعية على وجهة النظر القائلة بأن الأطباء ليس عليهم بالضرورة السيطرة على المرضى. النماذج هي كما يلي:
- النشاط – السلبية تشير إلى النسخة التقليدية من الأبوية، حيث يعامل الطبيب المريض كشخص لا يستطيع أو لا ينبغي له اتخاذ القرارات. هذه العلاقة تشبه علاقة الوالدين والطفل. يتم العلاج "بصرف النظر عن مساهمة المريض وبغض النظر عن النتيجة". يعتبر هذا النموذج مبررًا في حالات الطوارئ التي لا يوجد فيها وقت للنظر في تفضيلات المريض أو مساهماته.
- التوجيه – التعاون هو علاقة تستخدم في المواقف طويلة المدى. يقدم الطبيب التعليمات للمريض، والتي من المتوقع أن يلتزم بها المريض. يأتي الاسم من توقع أن الطبيب سوف يرشد المريض، الذي سيتعاون، لكنه يحتفظ بفرديته.
- تتضمن المشاركة المتبادلة أن يوضح الطبيب أنه ليس معصومًا عن الخطأ ولا يعرف دائمًا ما هو الأفضل. هذا النموذج هو أكثر من مجرد شراكة، حيث يساعد الطبيب المريض على مساعدة نفسه. يُستخدم هذا النموذج غالبًا في حالات الأمراض المزمنة أو الألم، حيث يمكن للمريض أن يتمتع بدرجة أعلى من الحرية ويكون أكثر استقلالية عن الطبيب.[4]

في آخرالقرن العشرين، أصبح نموذج الشراكة واستقلالية المريض أكثر شيوعًا، خاصة في الدول الغربية، ويرجع ذلك جزئيًا إلى التركيز على حقوق المرضى، وزيادة التركيز على التواصل في مجال الرعاية الصحية، وتحسين العلاجات الطبية.

## الأبوية القوية مقابل الأبوية الضعيفة
الأبوية القوية والضعيفة (يشار إليها أحيانًا بالأبوية المحدودة والممتدة) هما فلسفتان تتعلقان بالوقت الذي يكون فيه من المناسب للطبيب أن يتجاهل رغبات المريض. يكمن الاختلاف الأساسي في قدرة المريض على اتخاذ قرارات مستنيرة بنفسه. تشير الأبوية الضعيفة (أو المحدودة) إلى الموقف الذي لن يعصي فيه الطبيب طلبات المريض إلا إذا لم يتمكن المريض من إثبات أن اختياراته طوعية ومستنيرة. وعلى هذا النحو، حتى لو لم يتفق الطبيب مع رغبة المريض، فإنه لن يتدخل طالما أن المريض سليم العقل. تتضمن الأبوية القوية (أو الممتدة) قيام الطبيب باستبدال طلبات المريض في الحالات التي يحدد فيها الطبيب مسارًا أفضل للعمل، حتى عندما يتم تقديم طلبات المريض طوعًا. تنشأ هذه الحالات عادةً عندما يقرر الطبيب أن قرار المريض غير معقول بسبب المخاطر التي ينطوي عليها الأمر، أو التكاليف المحتملة على صحة المريض.

## الشرعية
نظرًا للطبيعة الذاتية لمتى وإلى أي مدى تكون الأبوية ضرورية، قد يجد الأطباء الذين ينخرطون في الأبوية أنفسهم في وضع قانوني معقد. على مر التاريخ، كانت هناك العديد من الحالات التي يُقال فيها أن المريض قد اتخذ خيارًا مستنيرًا (بينما كان عقله سليمًا) لاختيار علاج غير مناسب طبيًا، أو علاج مكلف للغاية لرفاهيته. إذا لم يتخذ الطبيب موقفًا أبويًا، وبدلاً من ذلك ينفذ رغبات المريض، فإن السؤال الذي يطرح نفسه هو ما إذا كان قد حدث سوء تصرف. هناك توقع من الأطباء أن يقدموا أكبر قدر ممكن من المعلومات لمرضاهم، بالإضافة إلى توقع أنهم لا يحتفظون بأي شيء ذي صلة سراً. وهذا يخلق موقفًا قانونيًا صعبًا يجب فيه اتخاذ قرار بشأن الكمية الصحيحة من المعلومات وأفضل طريقة لتقديمها. على سبيل المثال، قد يقرأ المريض كل ما هو متاح له ويقرر في النهاية الخضوع لعملية جراحية تبلغ نسبة البقاء على قيد الحياة فيها 95%. ومع ذلك، لا يجوز لنفس المريض اختيار نفس الإجراء إذا تم تقديمه على أنه يحمل خطر الوفاة بنسبة 5٪. وعلى هذا النحو، في الحالات التي تسوء فيها الأمور، تقع على عاتق المحكمة مسؤولية تحديد ما إذا كان الطبيب مخطئًا، وما إذا كان ينبغي عليه تجاهل طلبات المريض.

## العلاقة مع القتل الرحيم
وفي العديد من الحالات، وخاصة في البلدان التي يعتبر فيها القتل الرحيم الطوعي غير قانوني، يتعين على الأطباء ممارسة الأبوية الطبية من خلال عدم احترام رغبات المرضى في الموت. هناك آراء متناقضة حول ما إذا كان هذا يشكل أبوية ضعيفة أم قوية. إحدى الحجج هي أن الأبوية الضعيفة تسمح للطبيب بالبقاء بعيدًا تمامًا عن التدخل. إذا كان المريض في حالة ذهنية سليمة ويمكن للطبيب تخمين ما يرغب فيه بشكل معقول، فلا داعي لمزيد من الإجراءات. لا يحتاجون إلى إبقاء المريض على قيد الحياة، ولا يحتاجون إلى السماح للمريض بالموت. وبهذا المعنى، يمكن للمرء أن يجادل بأن الأبوية الطبية الضعيفة لا تتناقض مع السماح للمريض بالخضوع للقتل الرحيم الطوعي.
العلاقة بين الأبوية الطبية القوية والقتل الرحيم أكثر تعقيدًا بعض الشيء. هناك أسئلة ذات طبيعة فلسفية يجب معالجتها. على سبيل المثال، يجب على الأبوي القوي أن يحدد ما إذا كان من السيئ دائمًا أن يموت الإنسان من الناحية الموضوعية، حتى لو كان ذلك الإنسان قادرًا على إثبات رغبته في القيام بذلك. وفي هذه الحالات، يجوز للطبيب أن يلجأ إلى الأخلاق أو الدين من أجل اتخاذ القرار. وربما يقدمون الحجة القائلة بأنه حتى لو رغب الإنسان في الموت، فإن ذلك سيكون رغبة غير عقلانية، ويجب ألا ينغمسوا فيه. ومع ذلك، في غياب هذه العوامل، من الممكن أن تكون الأبوية القوية متوافقة مع القتل الرحيم الطوعي. وهذا يتطلب من المريض أن يوضح أنه لن يفقد أي شيء ذي قيمة بالنسبة له بالموت، أي فصل الحياة عن الخير بشكل أساسي. على سبيل المثال، إذا علم المريض أنه سيعاني من ألم مستمر لبقية حياته، فليس من غير المنطقي أن نحترم رغبته في الموت. في هذه الحالات، يرى البعض أنه حتى الأبوية القوية لا تبرر إطالة عمر المريض، لأن تصرفات الطبيب لن تكون في الحقيقة لصالح المريض.

## أنظر أيضا
- مشاركة المريض
- صنع القرار المشترك

## روابط خارجية
Fassler، Joe (15 أكتوبر 2015). "How Doctors Take Women's Pain Less Seriously". ذا أتلانتيك. مؤرشف من الأصل في 2023-07-14.